# Percy Montgomery
Percival Colin „Percy” Montgomery (ur. 15 marca 1974 w Walvis Bay w Afryce Południowo-Zachodniej) – rugbysta południowoafrykański, środkowy ataku lub obrońca.
Dla reprezentacji RPA w rugby od 1997 roku rozegrał 102 spotkania i zdobył 893 punkty. Jest rekordzistą reprezentacji pod względem uzyskanych punktów, a od 2007 także rozegranych meczów.
Uczestnik Mistrzostw Świata we Francji w 2007 roku. Mistrz świata 2007 i ze 105 punktami najskuteczniejszy gracz mistrzostw. Poprowadził rugbystów RPA do kompletu zwycięstw grupowych z Samoa, Tonga, Anglią i Stanami Zjednoczonymi, a także Fidżi w 1/4 finału, z Argentyną w 1/2 finału i wreszcie zdobywca 12 punktów w finałowym spotkaniu z Anglią. Jego wkład w zdobycie drugiego w historii Pucharu Świata w rugby dla RPA jest trudny do przecenienia. 
Jeden z najlepszych graczy reprezentacji Południowej Afryki w rugby w historii.